# Irrealis
Irrealis er en grammatisk form af verberne til gengivelse af noget uvirkeligt, der gengives ved konjunktiv i sprog, der har denne form, og ved en simpel datid i indikativ i visse andre sprog.
Ledsætningen hvis jeg var konge er irrealis, idet udsagnet strider mod virkeligheden, for jeg er jo ikke konge.
Verballeddet var står i konjunktiv på f.eks. tysk: wäre (i modsætning til indikativformen: war).